# الممارسة الهندسية الجيدة
الممارسة الهندسية الجيدة (بالإنجليزية: Good engineering practice)‏ أو اختصارًا "GEP" هو مصطلح ينطبق على الأنشطة الهندسية والتقنية لضمان وصول منتجات شركات التصنيع إلى الجودة المطلوبة والمتوقعة (مثلاً) من السلطات التنظيمية ذات الصلة. ويتمثل الغرض من الممارسات الهندسية الجيدة في ضمان أن الجهود المبذولة في التطوير و/أو التصنيع تؤدي باستمرار إلى الحصول على نفس المخرجات التي تدعم متطلبات التحقق أو الصلاحية. وتنطبق الممارسات الهندسية الجيدة على جميع الصناعات التي تتطلب التنظيم الهندسي.